# Hurry Up Tomorrow
Hurry Up Tomorrow è il sesto album in studio del cantante canadese The Weeknd, pubblicato il 31 gennaio 2025 dalla XO e Republic.
Si tratta del terzo disco conclusivo della trilogia dell'artista, dopo After Hours (2020) e Dawn FM (2022). È stato riconosciuto con l'American Music Award all'album R&B preferito ed è finito in lizza sia l'MTV Video Music Award al miglior album che per il Kids' Choice Award all'album preferito, e ha generato quattro nomination all'edizione annuale dei BET Awards.

## Promozione
Dancing in the Flames, originariamente previsto come singolo d'apertura dell'album, è stato presentato nel settembre 2024 e successivamente scartato dalla lista tracce finale. Sono seguite le collaborazioni Timeless e São Paulo, in duetto rispettivamente con Playboi Carti e Anitta; il primo ha segnato il miglior debutto dell'interprete nella Billboard Hot 100 dopo aver esordito sul podio della classifica.
Per la traccia Red Terror è stato invece creato un video musicale in claymation sotto la regia di Eddie Alcazar e diffuso il 1º febbraio. Anche per Open Hearts è stata diffusa una clip attraverso il canale YouTube di The Weeknd, diretta da Anton Tammi e in collaborazione con la Apple. Cry for Me viene reso disponibile per i formati radiofonici statunitensi contemporary hit radio e rhythmic il 4 febbraio; un video a supporto è uscito la settimana seguente.
Per la promozione dell'album l'artista ha proseguito l'After Hours til Dawn Tour, iniziato già nel 2022, atto a promuovere l'intera trilogia ed esteso fino al settembre 2025. Ha fatto anche il suo ritorno ai Grammy Awards esibendosi sulle note di Timeless e Cry for Me. È stata anche annunciata la pubblicazione del thriller psicologico omonimo, girato da Trey Edward Shults e avvenuta il 16 maggio 2025 esclusivamente negli Stati Uniti d'America. Il 6 giugno seguente è stato presentato il visualizer di Baptized in Fear.

## Accoglienza
| Recensione            | Giudizio |
| --------------------- | -------- |
| AllMusic              |          |
| Clash                 | 9/10     |
| Consequence           | B–       |
| Exclaim!              | 6/10     |
| musicOMH              |          |
| Newsic                | 8,5/10   |
| NME                   |          |
| Pitchfork             | 7,8/10   |
| Rockol                | 8,5/10   |
| Rolling Stone         |          |
| Rolling Stone Germany |          |
| Slant Magazine        |          |
| The Arts Desk         |          |
| The Guardian          |          |
| The Daily Telegraph   |          |
| The Independent       |          |
| The Irish Times       |          |
| The Times             |          |

Hurry Up Tomorrow è stato accolto da recensioni perlopiù positive da parte della critica specializzata. Secondo l'aggregatore Metacritic, che assegna punteggi normalizzati su 100 tramite i giudizi formulati da critici influenti, l'album ha totalizzato 73 punti su dodici recensioni, equivalenti ad «acclamazione universale». Discorso analogo anche attraverso il portale AnyDecentMusic?, dove il disco ha una votazione media di 6,6 su 10 basandosi sulle recensioni della critica.
È stato descritto come un disco principalmente R&B, elettropop e synth pop. Olivier Lafontant, scrivendo per Pitchfork, ha trovato anche sfumature new wave.

## Tracce
Testi e musiche di Abel Tesfaye, Daniel Lopatin e Nathan Salon, eccetto dove indicato.

### First Edition
1. Without a Warning – 4:52 (Abel Tesfaye, Daniel Lopatin, Darryl Howard, Isaac Brown, Oscar Holter, Tewodros Fantu, Thabo Publicover)
2. Cry for Me – 3:47 (Abel Tesfaye, Ahmad Balshe, Curtis Fitzgerald Williams, Leland Wayne, Lynette K. Patterson, Mike Dean)
3. São Paulo – 5:03 (Abel Tesfaye, André Luiz Viegas, Agustinho Raphael dos Santos, Everton Ramos de Araujo, Flavio Seraphim de Almeida, Larissa de Macedo Machado, Marcelo Nei Leal, Mike Dean, Sean Solymar, Tatiana dos Santos Lourenço, Washington Luiz Costa Vaz)
4. Society – 2:56
5. Take Me Back to LA – 4:27 (Abel Tesfaye, Jason Quenneville, Mike Dean)
6. The Abyss – 3:09 (Abel Tesfaye, Elizabeth Woolridge Grant, Mike Dean, Patrick Greenaway)
7. Open Hearts – 3:29 (Abel Tesfaye, Max Martin, Oscar Holter)
8. Timeless – 4:16 (Abel Tesfaye, Devon Chisolm (Lawson), Jordan Terrell Carter, Jarrod "Twisco" Morgan, Kobe "BbyKobe" Hood, Mark Williams, Mike Dean, Pharrell Williams, Raul Cubina, Tariq "Blssd" Sharrieff)
9. Give Me Mercy – 3:22 (Abel Tesfaye, Max Martin, Oscar Holter)
10. Runaway – 3:20
11. Red Terror – 2:35 (Abel Tesfaye, Daniel Lopatin)

### Complete Edition
1. Wake Me Up (feat. Justice) – 5:08 (Abel Tesfaye, Ahmad Balshe, Gaspard Michel Andre Augé, John Padgett, Mike Dean, Rod Temperton, Vincent Taurelle, Xavier de Rosnay)
2. Cry for Me – 3:44 (Abel Tesfaye, Ahmad Balshe, Curtis Fitzgerald Williams, Leland Wayne, Lynette K. Patterson, Mike Dean)
3. I Can't Fucking Sing – 0:12
4. São Paulo – 5:01 (Abel Tesfaye, André Luiz Viegas, Agustinho Raphael dos Santos, Everton Ramos de Araujo, Flavio Seraphim de Almeida, Larissa de Macedo Machado, Marcelo Nei Leal, Mike Dean, Sean Solymar, Tatiana dos Santos Lourenço, Washington Luiz Costa Vaz)
5. Until We're Skin & Bones – 0:22
6. Baptized in Fear – 3:52
7. Open Hearts – 3:54 (Abel Tesfaye, Max Martin, Oscar Holter)
8. Opening Night – 1:36 (Abel Tesfaye, Daniel Lopatin, Mike Dean, Patrick Edward Baker)
9. Reflections Laughing – 4:51 (Abel Tesfaye, Jacques Berman Webster II, Mike Dean)
10. Enjoy the Show – 5:01 (Abel Tesfaye, Joshua Lloyd, Lydia Kitto, Mike Dean, Nayvadius Wilburn)
11. Given Up on Me – 5:54 (Abel Tesfaye, Daniel Lopatin, Dimitri Tiomkin, James Louis McCants, Leland Wayne, Mike Dean, Nayvadius Wilburn, Nayvadius Wilburn, Ned Washington)
12. I Can't Wait to Get There – 3:08 (Abel Tesfaye, Mike Dean, Peter Lee Johnson, Steven Franks, Tommy Brown, Tommy Parker)
13. Timeless – 4:16 (Abel Tesfaye, Devon Chisolm (Lawson), Jordan Terrell Carter, Jarrod "Twisco" Morgan, Kobe "BbyKobe" Hood, Mark Williams, Mike Dean, Pharrell Williams, Raul Cubina, Tariq "Blssd" Sharrieff)
14. Niagara Falls – 4:37 (Abel Tesfaye, Kenneth Edmonds, Mike Dean)
15. Take Me Back to LA – 4:13 (Abel Tesfaye, Jason Quenneville, Mike Dean)
16. Big Sleep (feat. Giorgio Moroder) – 3:45 (Abel Tesfaye, Daniel Lopatin, Giorgio Moroder, Mike Dean, Nathan Salon, Prince 85)
17. Give Me Mercy – 3:36 (Abel Tesfaye, Max Martin, Oscar Holter)
18. Drive – 3:08 (Abel Tesfaye, Daniel Lopatin, Matt Cohn)
19. The Abyss (feat. Lana Del Rey) – 4:42 (Abel Tesfaye, Elizabeth Woolridge Grant, Mike Dean, Patrick Greenaway)
20. Red Terror – 3:51 (Abel Tesfaye, Daniel Lopatin)
21. Without a Warning – 4:57 (Abel Tesfaye, Daniel Lopatin, Darryl Howard, Isaac Brown, Oscar Holter, Tewodros Fantu, Thabo Publicover)
22. Hurry Up Tomorrow – 4:51 (Abel Tesfaye)

Tracce bonus nell'edizione 00XO
1. Runaway – 3:21
2. Society – 2:47

Tracce bonus nell'edizione Pharrell Williams
1. Closing Night (feat. Swedish House Mafia) – 3:46

Note
- São Paulo conta la partecipazione non accreditata di Anitta.
- Reflections Laughing conta la partecipazione non accreditata di Travis Scott e Florence Welch.
- Enjoy the Show conta la partecipazione non accreditata di Future.

## Formazione
Hanno partecipato alle registrazioni, secondo le note di copertina digitali:
Musicisti
- The Weeknd – voce, basso, batteria e tastiere (tracce 7 e 17), programmazione (tracce 7, 17 e 18)
- Mike Dean – chitarra (traccia 1), sintetizzatore (tracce 1, 2, 4, 6, 8, 10, 11, 13, 15, 16, 19, 21 e 22), programmazione batteria (traccia 4), programmazione (traccia 20), tastiere (traccia 22)
- Nathan Salon – programmazione (tracce 1, 3, 5, 6 e 22), sintetizzatore (tracce 5, 6, 11 e 16), batteria (tracce 6 e 16)
- OPN – sintetizzatore (eccetto tracce 1, 3, 4, 7, 10 e 12-15), batteria (tracce 11, 18 e 20)
- Sean Solymar – programmazione batteria (tracce 4 e 15)
- Max Martin – basso, batteria e tastiere (tracce 7 e 17), programmazione (tracce 7, 17 e 18), pianoforte (traccia 18)
- Oscar Holter – basso, batteria e tastiere (tracce 7 e 17), programmazione (tracce 7, 17, 18 e 21), sintetizzatore (traccia 21)
- Davide Rossi – strumenti a corda (traccia 7)
- Chxrry22 – spoken word (traccia 9)
- Playboi Carti – voce (traccia 13)
- Jon B. – voce aggiuntiva (traccia 14)
- Tommy Rush – chitarra acustica (tracce 15 e 22), programmazione batteria (traccia 15)
- Sage Skolfield – programmazione batteria (traccia 15)
- Encompass Music Partners – cori (tracce 16, 20 e 21)
- Joshua Eustis – arrangiamento cori (tracce 16, 20 e 21), assistenza alla direzione d'orchestra (traccia 20), direzione d'orchestra (traccia 21)
- Ilya – programmazione (traccia 17)
- David Bukovinszky – violoncello (traccia 18)
- Karl Guner – sintetizzatore con suoni ad archi (traccia 18)
- Mattias Bylund – sintetizzatore con suoni ad archi e arrangiamento strumenti a corda (traccia 18)
- Erik Arvinder – violino (traccia 18)
- Mattias Johansson – violino (traccia 18)
- Lana Del Rey – voce (traccia 19)
- Jasper Randall – direzione d'orchestra (traccia 20), assistenza alla direzione d'orchestra (traccia 21)

Produzione
- The Weeknd – produzione (eccetto tracce 7, 13 e 22)
- Justice – produzione (traccia 1)
- Johnny Jewell – produzione (traccia 1)
- Mike Dean – mastering, produzione (eccetto tracce 3, 7, 13, 17, 18 e 21), missaggio (eccetto tracce 4, 7, 12, 14, 15 e 17), assistenza tecnica vocale (traccia 4), ingegneria del suono (tracce 10 e 20), coproduzione (tracce 13 e 21)
- Sage Skolfield – produzione vocale (tracce 1, 2, 6, 8-12, 14-16 e 19-22), missaggio (tracce 1, 2, 6, 10 e 11), assistenza tecnica vocale (eccetto tracce 3-5, 7, 13 e 17-20), ingegneria del suono (tracce 1-3, 6, 8, 10-16 e 19-22), missaggio (tracce 12 e 15), comissaggio (tracce 13, 16, 19 e 20), coproduzione (15)
- Nathan Salon – ingegneria del suono (tracce 1-3, 5, 6, 8, 11, 16, 17 e 19-21), missaggio (tracce 3, 5 e 22), produzione (tracce 3 e 6), coproduzione (tracce 5, 8, 11 e 16), produzione aggiuntiva (tracce 9, 18, 20 e 22)
- Sean Solymar – ingegneria del suono (traccia 1), coproduzione (tracce 4 e 15), missaggio (traccia 15)
- Shin Kamiyama – ingegneria del suono (tracce 1, 2, 6, 8, 12, 14, 15, 18-20 e 22)
- Tommy Rush – ingegneria del suono (tracce 1, 2, 6, 8, 10-12, 14-16 e 19-22), missaggio (tracce 1-3, 5, 6, 8-11, 13, 15, 16, 18), assistenza all'ingegneria del suono (tracce 1-3, 5, 6, 8-11, 13 e 16), produzione aggiuntiva, produzione vocale e assistenza tecnica vocale (traccia 10), missaggio aggiuntivo (tracce 12, 14 e 19-22), coproduzione (traccia 15)
- Faris Al-Majed – registrazione e assistenza all'ingegneria del suono (tracce 1 e 2)
- Metro Boomin – produzione (tracce 2 e 11), produzione aggiuntiva e coproduzione (traccia 9)
- OPN – produzione (tracce 3, 5, 6, 8, 11, 16, 18, 20 e 22), produzione aggiuntiva (tracce 9 e 19), coproduzione (traccia 21)
- Max Martin – produzione (tracce 7 e 17), coproduzione, produzione vocale e assistenza tecnica vocale (traccia 18)
- Oscar Holter – produzione (tracce 7 e 17), coproduzione (tracce 18 e 21), produzione vocale e assistenza tecnica vocale (traccia 18)
- Ilya – produzione aggiuntiva (traccia 7)
- Sam Holland – ingegneria del suono (tracce 7, 17 e 18)
- Bryce Bordone – missaggio e assistenza all'ingegneria del suono (tracce 7 e 17), missaggio aggiuntivo (traccia 21)
- Șerban Ghenea – missaggio (tracce 7, 17 e 21)
- Ethan Stevens – registrazione (traccia 9)
- Just da 1 – produzione aggiuntiva (traccia 10)
- Che' (Fuego 3000) – produzione aggiuntiva (traccia 10)
- Eric Manco – assistenza tecnica vocale (traccia 10)
- Peter Lee Johnson – produzione (traccia 12)
- Tommy Brown – produzione (traccia 12)
- Tommy Parker – produzione (traccia 12)
- Pharrell Williams – produzione aggiuntiva e missaggio (traccia 13)
- Ojivolta – coproduzione (traccia 13)
- Twisco – coproduzione (traccia 13)
- Mike Larson – ingegneria del suono (traccia 13)
- Marcus Fritz – missaggio vocale (traccia 13)
- DaHeala – produzione (tracce 15 e 22)
- Cirkut – produzione (tracce 16 e 20)
- Giorgio Moroder – produzione (traccia 16)
- Prince 85 – produzione (traccia 16)
- Matt Cohn – produzione (traccia 18)
- Henrik Langemyr – assistenza tecnica (traccia 18)
- Karl Guner – assistenza tecnica (traccia 18)
- Mattias Bylund – assistenza tecnica (traccia 18)
- Patrick Greenaway – coproduzione (traccia 19)
- Teddy Fantum – produzione (traccia 21)
- Thabo – produzione (traccia 21)

## Successo commerciale
Paesi nei quali Hurry Up Tomorrow ha raggiunto la vetta in classifica.
     Paesi nei quali Hurry Up Tomorrow ha raggiunto la 2ª posizione in classifica.
     Paesi nei quali Hurry Up Tomorrow ha raggiunto il podio in classifica.
     Paesi nei quali Hurry Up Tomorrow ha raggiunto la top 5 in classifica.

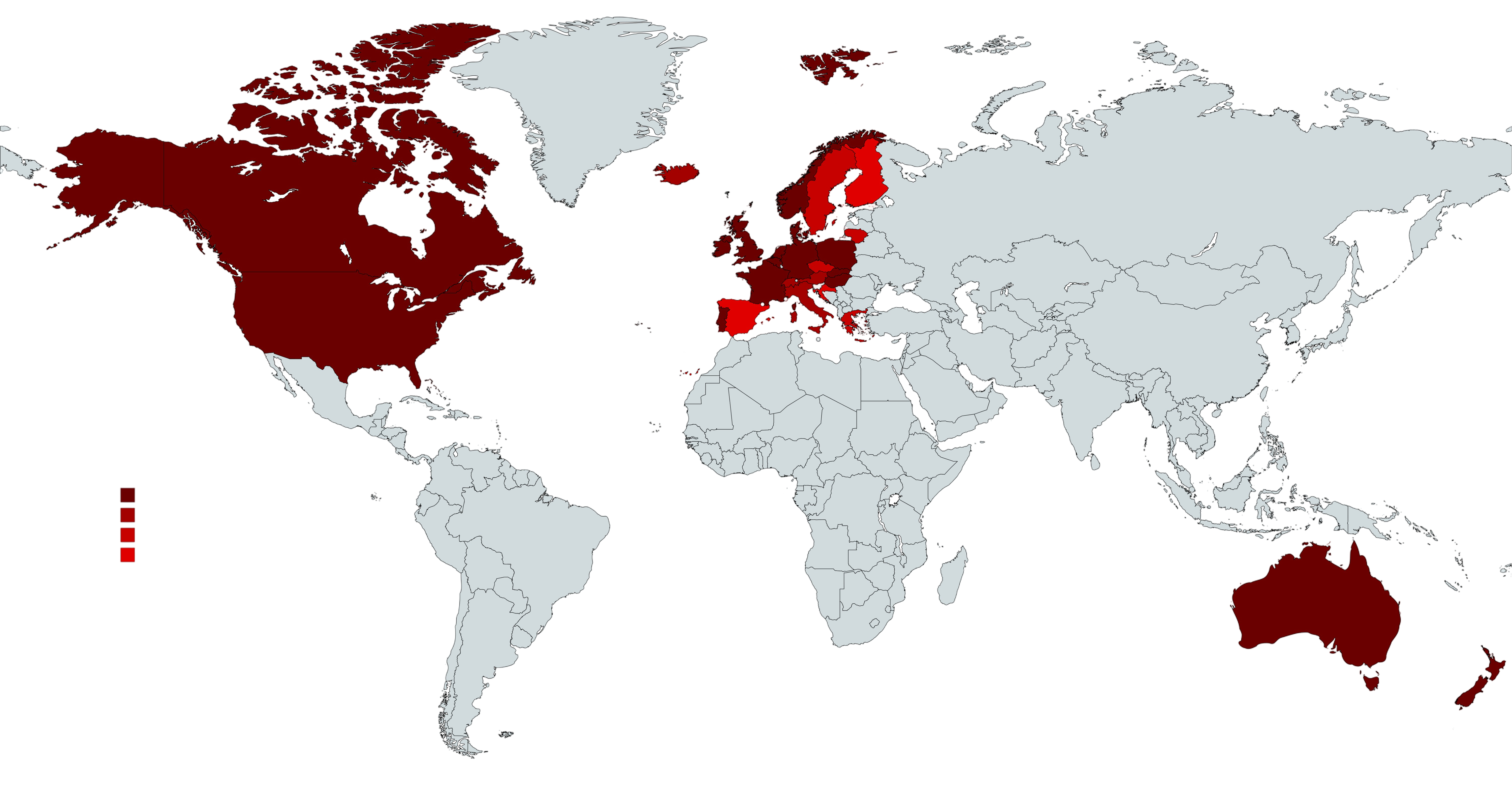
Paesi nei quali Hurry Up Tomorrow ha raggiunto la vetta in classifica.
Paesi nei quali Hurry Up Tomorrow ha raggiunto la 2ª posizione in classifica.
Paesi nei quali Hurry Up Tomorrow ha raggiunto il podio in classifica.
Paesi nei quali Hurry Up Tomorrow ha raggiunto la top 5 in classifica.

Hurry Up Tomorrow ha generato oltre 58 milioni di riproduzioni in streaming su Spotify nel giorno della sua pubblicazione, segnando il miglior debutto per un LP uscito nel corso dell'anno sulla piattaforma fino al mese di marzo, quando il primato è stato infranto da Music di Playboi Carti. È inoltre diventato il suo disco più ascoltato nell'arco di una settimana sul medesimo servizio musicale.
L'album ha superato le 450 000 unità equivalenti (di cui 320 279 pure) negli Stati Uniti d'America durante la settimana di debutto, quadriplicando le attività registrate dal secondo classificato e risultando quindi quello più consumato nello stesso arco di tempo secondo i dati rilevati da Hits. Secondo Luminate ne ha registrate 45 500 in più rispetto alle cifre riportarte da Hits, il numero più alto di unità vendute in una settimana per un disco R&B o hip hop in suolo statunitense da Utopia di Travis Scott (2023; 496 000). Hurry Up Tomorrow ha quindi fatto l'ingresso al vertice della Billboard 200, ed è risultato l'album più venduto e riprodotto della settimana, con 359 000 copie distribuite, 130 500 esemplari derivanti da 171,5 milioni di stream e 1 000 track-equivalent units, equivalenti alle vendite digitali dei singoli brani. Si tratta del suo quinto progetto a finire in cima alla classifica e del più grande debutto da The Tortured Poets Department di Taylor Swift (maggio 2024; 2,6 milioni); inoltre, è anche il miglior debutto nella carriera del cantante (superando le 440 000 unità di After Hours) e in termini di vinili venduti (77 000). 101 000 sono state le unità raccolte dall'album nel corso della settimana seguente, vendite che l'hanno fatto scendere al 3º posto. Hurry Up Tomorrow è stato il disco ad aver raccolto la maggior quantità di esemplari fisici e digitali venduti (495 000 complessivi) durante il primo semestre dell'anno secondo le dichiarazioni di Luminate Data; si tratta inoltre del 6º album col maggior numero di unità equivalenti (1,229 milioni) nello stesso periodo.
È diventato il quarto LP numero uno del cantante nella Official Albums Chart, dopo aver accumulato 33 694 unità nel corso dei primi sette giorni di disponibilità; di esse, 7 430 sono CD, 6 618 vinili, 153 musicassette, 2 509 copie digitali e 16 984 derivanti dallo streaming. Ha anche reso The Weeknd il quarto artista canadese col maggior numero di titoli in cima alla graduatoria britannica, un ex aequo con gli Arcade Fire (4). Ha poi aggiunto altre 10 584 unità al suo totale nel corso della sua seconda settimana di disponibilità, lasciando il podio della classifica. Sono state rilevate altre 6 530 unità in suolo britannico nella sua terza settimana. Il 3 marzo successivo è stato certificato argento dalla British Phonographic Industry per le 60 000 unità distribuite sul territorio britannico.
Discorso analogo in suolo francese, dove Hurry Up Tomorrow ha segnato il miglior debutto dell'anno e il migliore della sua carriera, accumulando 30 795 unità (di cui 16 464 fisiche, 13 381 stream-equivalent sales e 950 digitali) e triplicando le vendite dei due dischi precedenti; si tratta del suo primo LP al numero uno nella Top Albums della Syndicat national de l'édition phonographique, nonché quello più consumato nella prima settimana d'uscita rispetto ad After Hours e Dawn FM, che avevano totalizzato rispettivamente solo 9 300 e 10 100 unità. Nello stesso arco di tempo diciannove tracce su ventidue si sono posizionate nella Top Singles, tra cui Cry for Me, risultata quella più popolare e finita al 15º posto (2,2 milioni di ascolti). Il 20 febbraio seguente è stato certificato oro dalla SNEP per le 50 000 unità nel Paese; il numero di vendite è stato in seguito radoppiato e riconosciuto come platino il 12 giugno 2025.
Pure nelle Offizielle Deutsche Charts ha fatto l'entrata direttamente al vertice, divenendo il suo primo LP a eseguire ciò in Germania e il suo primo titolo in prima posizione da Blinding Lights (2019), diventata poi la hit più popolare dell'intero 2020. È stato il secondo disco più venduto in vinile nel Paese dell'intero mese, dietro a GNX di Kendrick Lamar.
Hurry Up Tomorrow ha replicato i risultati precedenti anche nei principali mercati dell'Oceania; nella sua prima settimana ha raccolto una quantità di unità sufficienti a dominare la classifica album sia in Australia che in Nuova Zelanda, facendo guadagnare all'interprete la sua quarta numero uno in entrambe le nazioni.

## Classifiche
| Classifica (2025) | Posizione massima |
| ----------------- | ----------------- |
| Australia         | 1                 |
| Austria           | 2                 |
| Belgio (Fiandre)  | 1                 |
| Belgio (Vallonia) | 1                 |
| Canada            | 1                 |
| Croazia           | 5                 |
| Danimarca         | 1                 |
| Finlandia         | 5                 |
| Francia           | 1                 |
| Germania          | 1                 |
| Grecia            | 3                 |
| Irlanda           | 1                 |
| Islanda           | 2                 |
| Italia            | 2                 |
| Lituania          | 3                 |
| Norvegia          | 1                 |
| Nuova Zelanda     | 1                 |
| Paesi Bassi       | 1                 |
| Polonia           | 1                 |
| Portogallo        | 1                 |
| Regno Unito       | 1                 |
| Repubblica Ceca   | 3                 |
| Slovacchia        | 1                 |
| Spagna            | 4                 |
| Stati Uniti       | 1                 |
| Svezia            | 3                 |
| Svizzera          | 2                 |
| Ungheria          | 1                 |